# 영해중학교
영해중학교(寧海中學校)는 대한민국 경상북도 영덕군 영해면 괴시리에 있는 공립 중학교이다.

## 학교 연혁
- 1951년 10월 30일 : 영해중학교 설립인가(6학급) 초대 이민동 교장
- 1952년 3월 29일 : 제1회 졸업식 거행
- 1960년 9월 10일 : 현 학교부지로 이전
- 2001년 3월 1일 : ICT활용교육 시범학교 운영(도지정)
- 2009년 3월 1일 : 영해여중, 창수중과 통합
- 2010년 10월 31일 : 영해중고등학교 교사 개축 준공
- 2017년 3월 1일 : 교육부 정책 연구학교 운영(교육부, 2016~2017학년도)
- 2024년 1월 5일 : 제73회 졸업식(졸업생 41명, 총 10,951명)
- 2024년 3월 1일 : 제31대 홍상규 교장 취임

## 참고 자료
- 영해중학교 - 한국교육학술정보원 학교알리미